# Юзеф Фаворський
Юзеф Фаворський (пол. Józef Faworski, др. пол. XVIII ст., Річ Посполита — перша пол. XIX ст.) — польський художник.

## Біографія
Художник діяв у 1790–1805 роках у Варшаві, Мазовії та Великопольщі (зокрема в Ленчицькому воєводстві). Він створював портрети максимально відповідні сарматським традиціям, які відрізнялись спрощеністю, лінеаризмом і плоским трактуванням тіла. У 1790-1793 рр. він створив серію образів родини Пєндзіцьких з Ленчиці.

## Творчість
Творча спадщина Фаворського зберігається майже виключно в музеях Польщі. Зокрема Національному музеї у Варшаві знаходиться портрет Вікторії Мадалінської. А в Національному музеї в Кельцах, у Сарматській кімнаті, експонувалися два його портрети кінця XVIII ст., на яких зображені дружини Яна Ліновського з Зємбіць.
Крім вищезгаданих відомі також наступні роботи:
- Портрет єпископа Пйотра Томіцького[c], 1796 р.
- Портрет Яна Пєндзєцького[d], 1790 р.
- Портрет шляхтича гербу Лодзя[e], бл.1790 р.
- Портрет Юзефа Гарбовського[f], 1789 р.

## Галерея

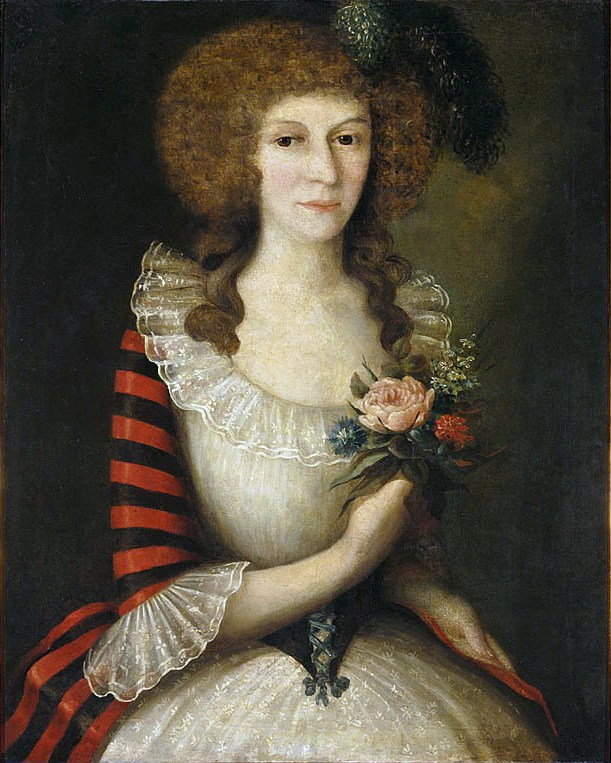
Портрет Вікторії Мадалінської
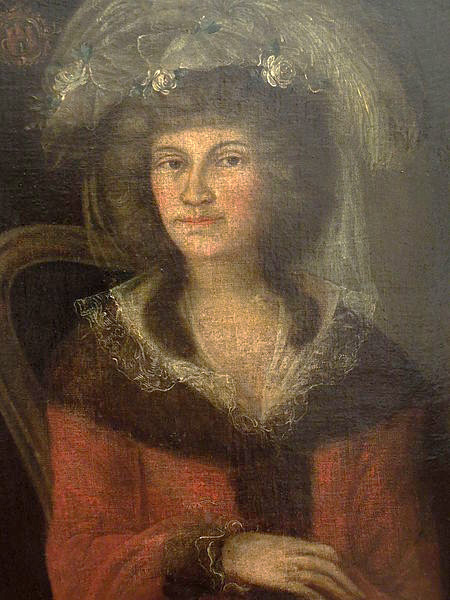
Портрет Марії зі Шльонських Ліновської
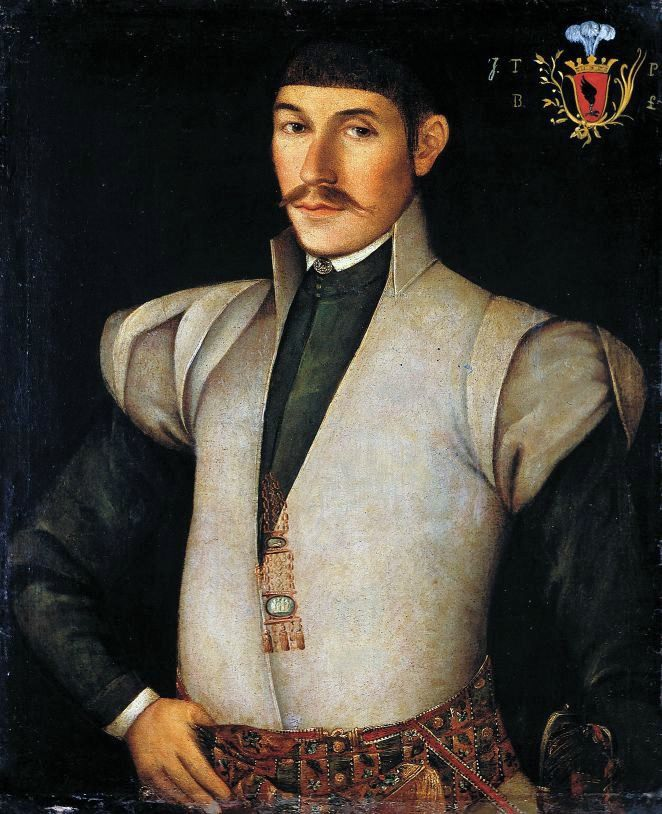
Портрет Яна Пєндзєцького
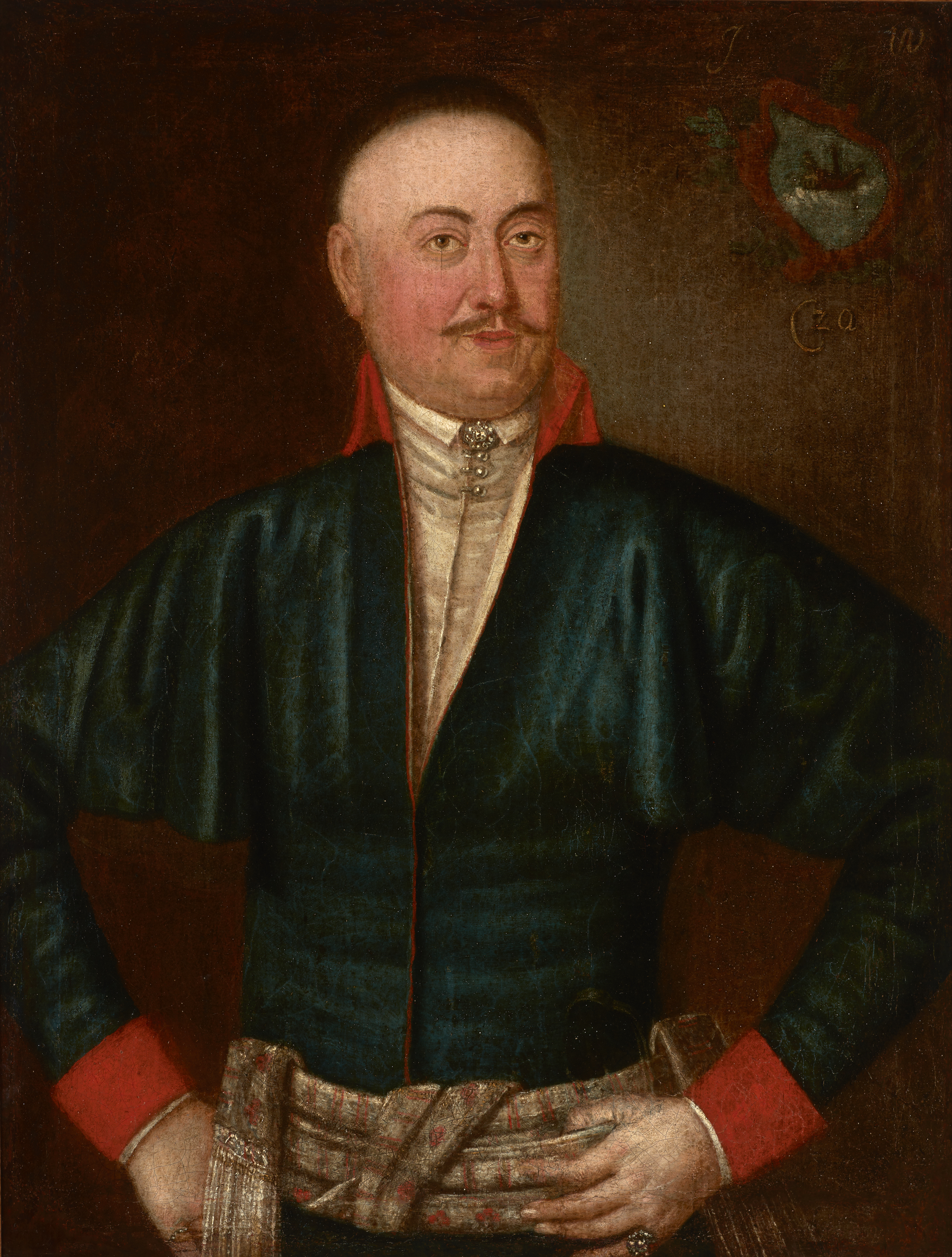
Портрет невідомого
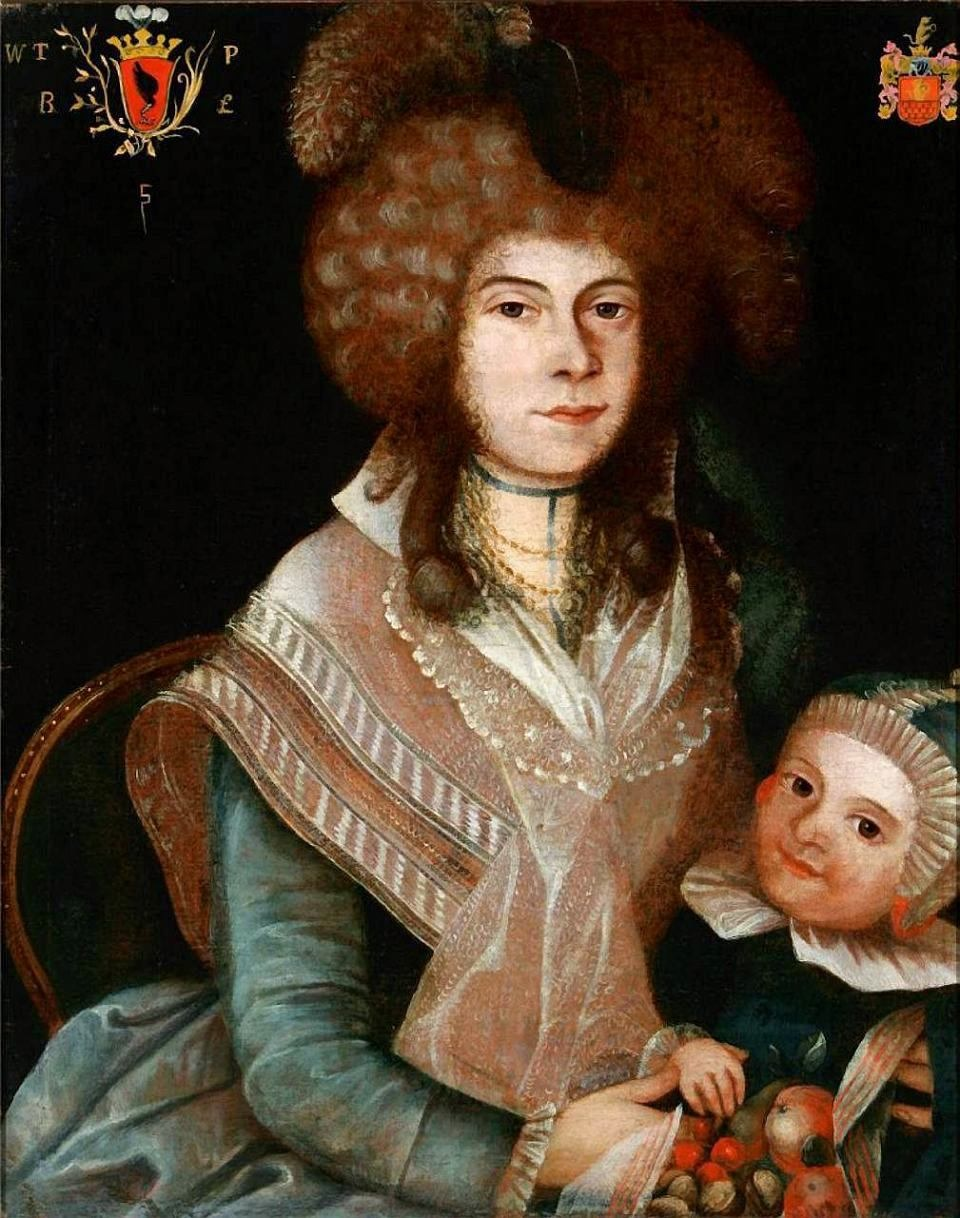
Портрет Вероніки Пєндзєцької
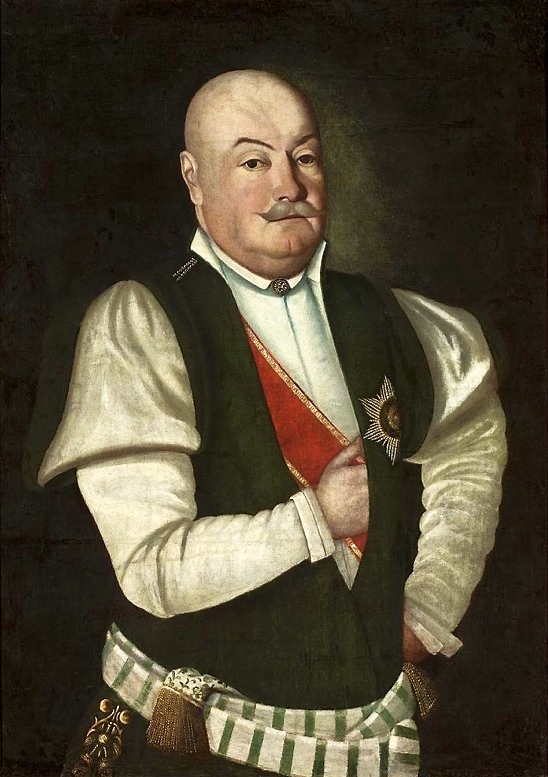
Портрет шляхтича в строю Подільського воєводства